# Klaus (Áustria)
Klaus é um município da Áustria, situado no distrito de Feldkirch, no estado de Vorarlberg. Tem 5,24 km² de área e sua população em 2019 foi estimada em 3.099 habitantes.